# Guatteria chiriquiensis
Guatteria chiriquensis R.E. Fr. es una especie de árbol de la familia Annonaceae que se distribuye en las tierras bajas de la vertiente pacífica en el centro y sur de Costa Rica y en el oeste de Panamá.